# Bang & Olufsen
Bang & Olufsen (B&O) é uma empresa dinamarquesa que projeta produtos de áudio e televisores de alta gama.
Foi fundada em 1925 por Peter Bang e Svend Olufsen, cujo primeiro produto significativo foi um rádio que trabalhou com corrente alternada, quando a maioria das rádios foram executados a partir de baterias. Em 2004, a empresa abriu uma fábrica na República Checa onde emprega cerca de 250 funcionários produzindo principalmente produtos de áudio.
Os produtos da B&O são projetados para refletir o design industrial de última geração, tanto em aparência como em operação, e têm como ideia de base modificar a maneira pela qual as pessoas interagem com bens eletrônicos e o espaço deles no lar. Muitos produtos da B&O foram projetados por Jacob Jensen (ver Site web de Jacob Jensen), cuja empresa de design ainda resta em atividade.
Criada em 1925, Bang & Olufsen ainda fabrica sons para automóveis de luxo, tais  como o Audi A8, Mercedes Benz S Class, BMW Serie 7 entre outros. O sistema é composto de 14 alto-falantes, sendo que cada um tem um amplificador. 1100 W de potencia e tweeters com 180 graus. Esse sistema de áudio é um opcional de aproximadamente €4 836.23, já no Brasil gira em torno de 26.000 até 30.000 mil reais e é vendido como opcional em modelos como Audi A7, BMW ou Mercedes. Em alguns casos o equipamento vem de serie dependendo da marca e modelo a exemplo do Audi A8.